# 쑤후이룬

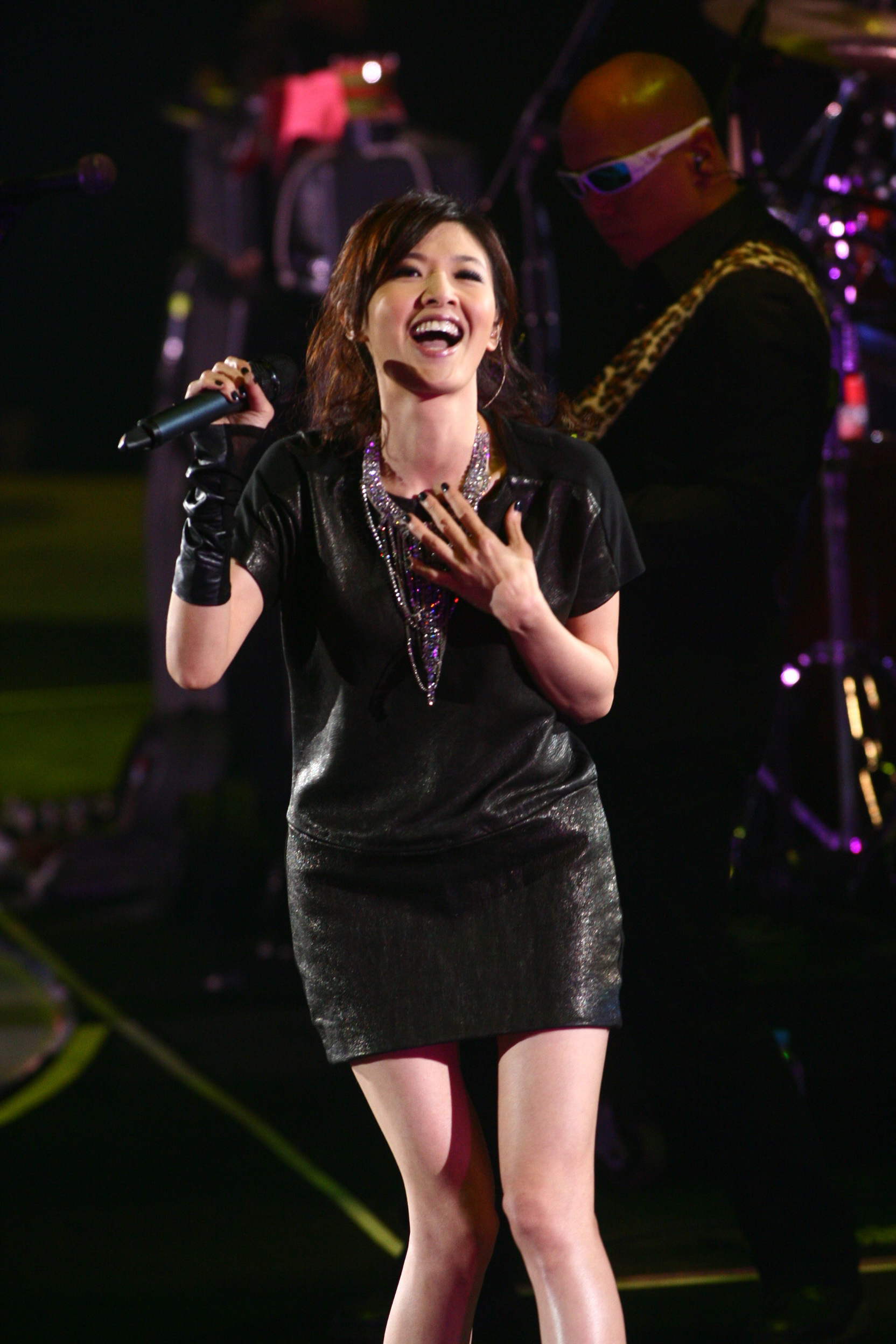

쑤후이룬(중국어: 蘇慧倫, 병음: Sū Huìlún, 한자음: 소혜륜, 영어: Tarcy Su 타시 쑤[*], 1970년 10월 27일 ~ )은 중화민국의 가수 및 배우이다. 타이베이시 출신으로 어린 시절부터 경극 등을 배워왔으며, 화강 예술학교(華岡藝術學校)에서 경극을 전공했다. 재학 시절 타이완 록 레코드에 스카우트되어 18세에 가수로 데뷔한다. 1990년 3월 첫 앨범〈追得過一切〉을 시작으로 〈LEMON TREE〉(1996),〈鴨子〉(1996),〈傻瓜〉(1997) 등의 앨범이 히트하며 아이돌 가수로 활약한다. 이후 2000년 무렵 탈아이돌을 지향해 근 5년간 앨범 작업을 하지 않고, 배우활동에 전념했으나 2005년 유니버설 뮤직으로 이적해 2006년 가수활동을 재개했다.

## 음악활동

### 보통화
- 1990.3.10.：《追得過一切》
- 1990.11.：《我在你心裏有沒有重量》
- 1991.7.26.：《甜蜜心事》
- 1992.8.：《寂寞喧嘩》
- 1993.6.10.：《六月的茉莉夢》
- 1994.4.：《愛上飛鳥的女孩》（베스트앨범）
- 1994.10.：《就要愛了嗎》
- 1995.10.5.：《滿足》
- 1996.5.23.：《Lemon Tree》대만에서 70만장이 팔렸다
- 1996.12.27.：《鴨子》 대만에서 48만장이 팔렸다
- 1997.8.8.：《傻瓜》
- 1998.1.8.：《失戀萬歲》
- 1999.1.15.：《Happy Hours》
- 1999.12.31.：《懶人日記》
- 2001.12.25.：《恋恋真言》
- 2002.6.17.：《蘇情時間：1990～2002全經典》（홍콩 한정발매）
- 2003.2.26.：《滾石香港黃金十年(蘇慧倫)》（홍콩 한정발매）
- 2006.4.25.：《蘇慧倫同名專輯》
- 2007.10.19.：《蘇慧倫·左撇子·旋轉門》

### 광동어
- 1994.11.29.：《我有時會想》
- 1996.2.：《自然喜歡你》
- 1996.11.15.：《話說蘇慧倫X檔案》
- 1999.3.：《倫選》（베스트）

### EP
- 1996.10.：《檸檬原舞曲》
- 1997.1.28.：《鴨子原舞曲》
- 1997.8.29.：《圈圈》

### 기타
- 1994　보통화단곡「希望你會懂」（프로젝트앨범「愛在情歌蔓延時」에 수록）
- 1994　보통화단곡「日月星辰」（프로젝트앨범「九大天王IV」에 수록）
- 1994　듀엣곡「舊情復熾」（알렉스 투의 광동어앨범「未變過」에 수록）
- 1994　민남어단곡「苦海深深」（프로젝트앨범「春天的花蕊」에 수록）
- 1997　듀엣곡「Coffee Tea or Me 我愛你」（저우화젠의「朋友」에 수록）
- 1999　보통화단곡「天下大亂」（프로젝트앨범「楊佩佩大戰金庸」에 수록）
- 2000　듀엣곡「火花」（프로젝트앨범「滾石１哥」에 수록）
- 2003　듀엣곡「還剩下什麼」（우천의 앨범「沒你不行」에 수록）
- 2004　보통화단곡「帶我走」,「最後一次感動」（영화 심련 ost）
- 2008　듀엣곡「那年的星空」（연극 배아간전시 ost）
- 2009　보통화단곡「少了點什麼」（연극 로로청아설 ost）
- 2010　보통화단곡「有一天」（영화 유일천 ost）
- 2013　듀엣곡「潇潇雨未歇」（저우화젠과 듀엣, 드라마정충악비 ost）
- 2013　듀엣곡「不可能是不可能的事」（영화혼탑 ost）

## 영화활동
- 1993 지요위니활일천
- 1997 남월
- 2004 심련
- 2005 심해
- 2008 유랑신구인

## 드라마활동
- 1990 풀과 바람의 대화
- 2000 새벽빛
- 2001 일개주반점젇남인
- 2002 추몽
- 2002 개지산엽
- 2002 동녀지무
- 2003 종신대사
- 2003 사수년화
- 2003 심동열차
- 2005 혹류족
- 2008 봉밀행운초